# Yuya Oshima
Yuya Oshima (Kyoto, 5 maart 1994) is een Japans professioneel tafeltennisser. Hij speelt rechtshandig met de shakehandgreep.

## Belangrijkste resultaten
- Zilver in het dubbelspel op de wereldkampioenschappen 2017 met Masataka Morizono.
- Zilver met het team op de wereldkampioenschappen 2016.